# Pterostichus iripennis
Pterostichus iripennis är en skalbaggsart som beskrevs av Nicolay och Weiss. Pterostichus iripennis ingår i släktet Pterostichus och familjen jordlöpare. Inga underarter finns listade i Catalogue of Life.